# Jozef Van Steenberge
Jozef Van Steenberge (Ertvelde, 30 juni 1915 - Gent, 3 augustus 2011) was een CVP-politicus en burgemeester van de Belgische en voormalige gemeente Ertvelde (1958-1973), alsook eigenaar en brouwer van Brouwerij Bios. Na zijn middelbare studies in Aalst behaalde de graad van doctor in de rechten aan de Katholieke Universiteit Leuven.

## Opvolger
Hij was de zoon van de burgemeester, bestendigd afgevaardigde en brouwer Paul Van Steenberge. Zijn moeder Margriet Schelfaut kwam uit de familie van de oprichters van Brouwerij Bios, die in 1784 was gestart als Brouwerij De Peer. In de brouwerij werd Jozef in 1990 opgevolgd door zijn zoon Paul Van Steenberge.
Eerder was Jozef 6 jaar schepen in Ertvelde en zat hij 2 bestuursperiodes in de provincieraad van Oost-Vlaanderen.